# Liste der Naturdenkmale in Oberkail
Die Liste der Naturdenkmale in Oberkail nennt die im Gemeindegebiet von Oberkail ausgewiesenen Naturdenkmale (Stand 13. April 2024).

## Naturdenkmale
| Nr.         | Bezeichnung | Lage                               | Beschreibung                  | Bild                                    |
| ----------- | ----------- | ---------------------------------- | ----------------------------- | --------------------------------------- |
| ND-7232-482 | Rotbuche    | Wittlicher Straße, bei Nr. 15 Lage | Fagus sylvatica f. fastigiata | Direkt Bild zu diesem Denkmal hochladen |

## Ehemalige Naturdenkmale
| Nr. | Bezeichnung  | Lage                            | Beschreibung                                 | Bild                                    |
| --- | ------------ | ------------------------------- | -------------------------------------------- | --------------------------------------- |
|     | Harfenbuche  | nördlich des Ortes im Wald Lage | Fagus sylvatica; Rechtsverordnung aufgehoben | Direkt Bild zu diesem Denkmal hochladen |
|     | Stelzenbuche | nördlich des Ortes im Wald Lage | Fagus sylvatica; Rechtsverordnung aufgehoben | Direkt Bild zu diesem Denkmal hochladen |